# På rymmen (film)
På Rymmen (originaltitel: Born to Be Wild) är en amerikansk dramakomedifilm från 1995 som är regisserad av John Gray.

## Handling
15-årige Rick Heller är ett problembarn som ständigt kommer i konflikt med lagen. En dag får hans mamma nog och sätter honom att städa buren till Katie, en gorilla som ingår i ett forskningsprojekt hans mamma arbetar med och som går ut på att lära gorillor teckenspråk. Katie visar sig kunna lära sig kommunicera väldigt bra och allt eftersom tiden går blir Rick och Katie vänner, men en dag raseras allt när Katies ägare Gus Charnley tar tillbaka henne och istället sätter henne i en bur på ett varuhus för att visa upp henne för kunderna. Rick blir ursinnig och bestämmer sig för att rädda Katie från den hemska tillvaron. En natt gör han inbrott i varuhuset och stjäl Katie. Tillsammans ger de sig iväg för att ta sig över till Kanada för att försöka ge Katie ett bättre liv där. Men polisen är dem ständigt hack i häl – och att hålla koll på en väldigt nyfiken gorilla visar sig inte vara speciellt lätt.

## Rollista (urval)
- Wil Horneff - Rick Heller
- Helen Shaver - Margaret Heller
- John C. McGinley - Max Carr
- Marvin J. McIntyre - Bob
- Peter Boyle - Gus Charnley
- Titus Welliver - Markle
- Alan Ruck - Dan Woodley
- Frank Welker - Katies läten